# Екзарх-Йосиф
Екзарх-Йосиф (болг. Екзарх Йосиф) — село в Болгарии. Находится в Русенской области, входит в общину Борово. Население составляет 574 человека.

## Политическая ситуация
В местном кметстве Екзарх-Йосиф, в состав которого входит Екзарх-Йосиф, должность кмета (старосты) исполняет Илия Иванов Данев (Болгарская социалистическая партия (БСП)) по результатам выборов.
Кмет (мэр) общины Борово — Иван Георгиев Попов (партия Граждане за европейское развитие Болгарии (ГЕРБ)) по результатам выборов.